# A. C. Documentos de Actividad Contemporánea
A. C. Documentos de Actividad Contemporánea es la revista que sirvió como medio de expresión y difusión de la arquitectura y otras inquietudes del movimiento racionalista español GATEPAC (Grupo de Artistas y Técnicos Españoles para el Progreso de la Arquitectura Contemporánea). Se publicaron 25 números entre 1931 y 1937 que sirvieron de medio de expresión tanto a manifiestos, trazas y realizaciones de la nueva arquitectura de vanguardia —siguiendo la vía emprendida por la arquitectura racionalista de Le Corbusier—, como a otras propuestas artísticas plásticas y literarias relacionadas con el arte de las vanguardias históricas durante la Segunda República.
La revista A. C. dio a conocer los proyectos y obras arquitectónicas del grupo GATEPAC —como los de José Luis Sert y Josep Torres Clavé, directores de la publicación; Fernando García Mercadal, promotor del grupo desde su origen; o José Manuel Aizpúrua y Joaquín Labayen, que proyectaron en 1929 el emblemático edificio del Club Náutico de San Sebastián— y sirvió de medio de difusión de las obras de los más destacados arquitectos vanguardistas internacionales. En sus páginas aparecieron realizaciones y diseños de Le Corbusier, Walter Gropius, Mies van der Rohe, Erich Mendelsohn, Van Doesburg, Neutra o Lubetkin.